# Petro Doroschenko

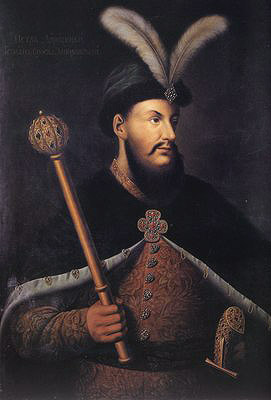
Hetman Petro Doroschenko

Petro Doroschenko (historisch auch Pjotr Doroschenko, zu Lebzeiten als Петръ Дорошенко bekannt; ukrainisch Петро Дорофійович Дорошенко, polnisch Piotr Doroszenko, russisch Петр Дорофеевич Дорошенко, * 1627 in Czehryń, Polen-Litauen; † 19. November 1698 in Jaropolez, Zarentum Russland) war ein ukrainischer Kosak und vom 10. Oktober 1665 bis 19. September 1676 Oberster Otaman (Hetman) in der Rechtsufrigen Ukraine. Er war einer der Protagonisten einer Epoche, die als „der Ruin“ in die Geschichte des Landes eingingen. Bei seinen Versuchen, Hetman des gesamten Saporoger Kosakenheeres zu werden, setzte er vor allem auf die Vassalität gegenüber dem Osmanischen Reich. Nicht zuletzt durch seine politischen Manöver wurde die Rechtsufrige Ukraine Schauplatz intensiver polnisch-osmanisch-krimtatarischer Kämpfe, die sein Land verheerten. 1676 wurde er von den pro-russischen Kosaken gefangen genommen, nach Moskau gebracht, wo er die Vergebung des Zaren erhielt und zum Wojewoden der Stadt Chlynow ernannt wurde. Seinen Lebensabend verbrachte er auf seinem Gut in Jaropolez bei Moskau. Als seinen Nachfolger setzten die Osmanen Jurij Chmelnyzkyj ein.

## Leben
Geboren als Enkel des Hetman Mychajlo Doroschenko und Sohn des Hetman Dorofei Michailowitsch Doroschenko und der Mitrodora Tichonovna Tarasenko. Er erhielt eine gute Ausbildung, lernte Latein und Polnisch und war für seine Zeit hoch gebildet. Bevor er 30 Jahre alt war kommandierte er als Kosakenoberst nacheinander das Priluki- und Tschyhyryner Regiment der Kosakenarmee von Bogdan Chmelnitzki und nahm 1648–1657 am nationalen Aufstand der Kosaken gegen die Königreich Polen und Großfürstentum Litauen teil. Als Gegner eines Bündnis mit dem Moskauer Reich unterstützte er aber später die von Chmelnitzkis Nachfolger, Iwan Wyhowskyj betriebene Annäherung an Polen. Als Oberst reiste Doroschenko 1660 nach Moskau, wo er die Abschaffung einiger Klauseln in den Artikel des Vertrag von Perejaslaw von 1654 beantragte. Von 1663 bis 1664 war er Osavul (Oberst) in der Armee des Hetmans Pawlo Teterja und von 1665 war er Führer des Kosakenregiments von Tscherkassy. 1664 wurde der Metropolit von Kiew, Jossyf Tukalskyj-Neljubowytsch von Pawlo Teterja verhaftet und für zwei Jahre in der Festung Marienburg gefangen gehalten. Doroschenko konnte schließlich seine Freilassung erreichen und setzte ihn wieder als Metropoliten ein.
Am 10. Oktober 1665 wählten die Obersten Doroschenko zum vorläufigen Hetman der rechtsufrigen Ukraine und Anfang Januar 1666 bestätigte die Kosakenrada in Tschyhyryn (Tschigirin) seine Wahl. Der von der Orthodoxie bestätigte Exarch Jossyf Tukalsky ging nach Tschyhyryn, wo er als Berater von Doroschenko fungierte. Um die interne Situation der Ukraine am rechten Ufer zu stabilisieren, führte Doroschenko mit Unterstützung des Metropoliten eine Reihe wichtiger Reformen durch. Um seine Abhängigkeit von den Kosakenoffizieren loszuwerden, schuf er ein stehendes Heer aus 20.000 Söldnern. Um das Finanzsystem des Hetmanats zu stärken, richtete er an der ukrainischen Grenze eine neue Zollgrenze ein und begann eigene Münze zu prägen. Er verfolgte eine Politik der Kolonialisierung der umliegenden Länder und bildete ein neues Handelsregiment an der Steppengrenze. Das strategische Ziel von Doroschenkos gesamter Innen- und Außenpolitik war es, die Gebiete am linken und die rechten Dnjepr-Ufer der Ukraine unter seiner Herrschaft zu vereinen.
Zu Beginn des neuen Krieges gegen Polen-Litauen erklärte sich Doroschenko zum Vasallen des Osmanischen Reiches, darauf kamen etwa 20 000 Krimtataren unter Nureddin Devlet II. Giray zu Hilfe. Am 19. Dezember 1666 besiegte die vereinigten tatarisch-kosakischen Streitkräfte die polnische Kronarmee unter Oberst Sebastian Machowski in der Schlacht bei Brajłów. 
Die Unterzeichnung des Waffenstillstands von Andrussowo (30. Januarjul. / 9. Februar 1667greg.) zwischen dem Moskauer Reich und Polen-Litauen, der den Russisch-Polnischen Krieg 1654–1667 beendete, vernachlässigte die politischen Interessen der Kosaken am Dnjepr und Doroschenko suchte daher um Stützung bei der Hohen Pforte. Im September 1667 begann die kosakisch-krimtatarische Armee unter Doroschenko, welche in Galizien einrückte, die Feindseligkeiten. Am 6. Oktober 1667 griffen die Krimtataren unter Khan Adil Giray in der Schlacht bei Podhajce die polnisch-litauische Armee an und versuchten in den folgenden Tagen den rechten Flügel der polnisch-litauischen Armee unter Feldhetman Jan Sobieski zu umgehen. Nach dem Scheitern der Frontalangriffe belagerte Doroschenko erfolglos die Stadt Podhajce. Trotzdem wurde die polnische Regierung dazu gebracht, die Autonomie der Kosaken am rechten Ufers des Dnjepr und den Fluss Horyn als neue ukrainisch-polnische Grenze anzuerkennen. Nachdem Doroschenko seine Position am rechten Ufer gestärkt hatte, führte er die Kosakenarmee im Mai 1668 zum linken Ufer des Dnjepr, wo es zu dieser Zeit zu einem Aufstand gegen Moskau kam. Dieser war von Doroschenko inspiriert, der dem ehemals Moskau-freundlichen Hetman Iwan Brjuchowezkyj die Herrschaft über die gesamte Ukraine versprach, falls sich dieser von Russland lossagt. Als der Aufstand ausbrach, verweigerte Doroschenko jedoch die Militärhilfe und forderte die gesamte Macht für sich selbst. Schließlich trafen sich die beiden Hetmanen. Doroschenko ließ Brjuchowezki wortbrüchig verhaften und von einem Mob lynchen. Am 8. Juni 1668 wurde er zum Hetman der gesamten Ukraine proklamiert. Doroschenkos Führung am linken Ufer des Dnepr (linksufrige Ukraine) hielt jedoch nicht lange an. Die Nachbarstaaten waren wegen der Stärkung der Kosakenmacht besorgt und begannen, diese zu untergraben. Sie unterstützten nicht nur Doroschenkos Rivalen, sondern führten auch militärische Aktionen in der Ukraine durch. Die Krimtataren unterstützten zudem separat den Hetman der Saporoger Sitsch, Petro Suchowi. Doroschenko, der bereits Oberst Demjan Mnohohrischnyj zum verantwortlichen Hetman am linken Ufer des Dnjepr ernannt hatte, musste seinen Machtbereich wieder auf das rechte Ufer zurücknehmen. Anfang 1669 gelang es ihm mit Hilfe von Iwan Sirko seinen innenpolitischen Gegner Iwan Suchowi und die Krimtataren zurückzuwerfen. Seine Gegner nutzten Doroschenkos Abwesenheit am linken Ufer der Ukraine im Herbst 1668, indem sie die Unterzeichnung der Vertragsartikel in Gluchow initiierten und Mnohohrishnyi zum neuen Hetman proklamierte. Unter diesen schwierigen Bedingungen schloss Doroschenko ein Bündnisabkommen mit dem türkischen Osmanischen Reich (vom Militärrat am 10. und 12. März 1669 in Korsun genehmigt), um die feindlichen Angriffe samt der Bedrohung durch die Krimtataren zu neutralisieren und zudem türkische Hilfe im Kampf gegen das Moskauer Reich zu erhalten. Grundlage des neuen militärpolitischen Bündnisses war das Abkommen zwischen Bogdan Chmelnitzki und der Pforte von 1651.
Nach dieser Vereinbarung sollte das Gebiet des ukrainischen Staates bis zum San reichen und am rechten Ufer des Dnjepr ein frei gewählter Hetman unabhängig amtieren. Die ukrainisch-orthodoxe Kirche behielt ihre Autonomie innerhalb des Patriarchats von Konstantinopel. Die ukrainische Bevölkerung war von der Zahlung von Steuern und Tribut zugunsten der türkischen Staatskasse befreit. Die Pforte und das Krim-Khanat durften ohne Zustimmung des Hetmans keine separaten Friedensverträge mit Polen oder Moskau abschließen. Die Artikel des Vertrags wurden auf Türkisch und Ukrainisch verfasst. Nach der Unterzeichnung dieses Abkommens erklärte das Osmanische Reich der Aristokratischen Republik Polen-Litauen den Krieg.
Im September 1670 war Doroschenko gemäß dem Beistandsabkommen gezwungen, den Kampf mit einem Schützling Polens, dem Umaner Hetman Mychajlo Chanenko zu beginnen. Im Jahr 1671 führte Doroschenkos Hetman Ostap Gogol militärische Operationen gegen die polnische Armee und Kosaken-Abteilungen unter Chanenko durch. Im Herbst 1671 startete der polnische Kronfeldherr Jan Sobieski eine neue Offensive in Podolien siegte in der Schlacht bei Bracław und eroberte Mohilev am Dnjestr und Winniza. Im Frühjahr 1672 begannen neue groß angelegte Feindseligkeiten. Doroschenko, der militärische Hilfe aus der Türkei erhalten hatte, ging er in Podolien in die Offensive über. Am 18. Juli besiegten Kosakenregimenter unter der Führung von Doroschenko die Abteilungen von Chanenko in der Schlacht bei Ładyżyn im Raum Tschetwertyniwka. Ab 27. August 1672 belagerte, nach dem Fall der Festung Kamieniec Podolski, die vereinte ukrainisch-kosakisch-osmanisch-krimtatarische Armee, angeführt von Doroschenko, dem türkischen Sultan und dem Krim-Khan, die Hauptfeste Galiziens – Lemberg. Da die polnische Regierung keine Möglichkeit hatte, den Krieg fortzusetzen, schloss sie am 5. Oktober 1672 den Vertrag von Buczacz ab. Der Abschluss des Vertrags, indem Polen auf seine Ansprüche an das rechte Ufer der Ukraine verzichtete, wurde vom Moskauer Staat als Gelegenheit gesehen, in das rechte Ufer der Ukraine einzufallen, ohne den Waffenstillstand von Andrussowo mit der polnisch-litauischen Republik zu verletzen. 
Im Juni 1672 wurde Iwan Samojlowytsch anstelle von Mnohohrischnyj, der mit russischer Hilfe von der obersten Hetmanschaft verdrängt worden war, zum Hetman des linken Ufers gewählt und am 17. März 1674 bestätigt. Im Frühjahr 1674 zogen die Moskauer Armee unter dem Kommando des Wojewoden Romodanowski und der vom Hetman Iwan Samojlowytsch angeführten Kosakenregimenter an das rechte Dnjepr-Ufer nach Tscherkassy und belagerten Tschyhyryn am Fluss Tjasmyn. Zwei Wochen lang verteidigte sich die Armee von Petro Doroschenko erfolgreich gegen die Übermacht. Die türkisch-tatarische Armee unter dem Kommando von Großwesir Kara Mustafa kam Doroschenko zu Hilfe und zwang dann die russische Koalition vor Tschyhyryn zum Rückzug. Die Ukraine am rechten Ufer kam wieder unter die Herrschaft von Doroschenko. Die Situation am rechten Ufer blieb jedoch unstabil und gefährlich. Die Jahre des anstrengenden Krieges hatten die meisten ukrainische Städte und Dörfer am rechten Ufer des Dnjepr vollständig zerstört. Bewohner ganzer Dörfer mussten zum linken Ufer des Dnjepr fliehen, um wieder sichere Lebensbedingungen zu finden. Doroschenkos Autorität begann dadurch zu sinken. Im Herbst 1675 legte der Hetmann Iwan Sirko dem russischen Zaren einen Treueid ab. Die Moskauer Regierung forderte Doroschenko auf, für seinen Machtbereich am rechten Ufer des Dnjepr einen gleichartigen Eid zu leisten, den Doroschenko rundweg ablehnte.
Iwan Samojlowytsch wurde der größte Rivale Doroschenkos. Im Herbst 1676 belagerten ein 30.000 Mann starkes russisches Heer und die Regimenter von Samojlowytsch neuerlich Tschyhyryn. Am 19. September 1676 begann der Sturm auf die Residenz, die nur mehr von einer Abteilung von 2.000 Serdjuken verteidigt wurde. Nach mehreren Stunden heftiger Kämpfe überredete Peter Doroschenko die Kosaken, den Widerstand aufzugeben, sobald er die Hoffnungslosigkeit der Situation einsah. Nach seiner Abdankung ließ sich Doroschenko in der Stadt Sosnytsia (Tschernigow) nieder, zog aber nach einiger Zeit auf Druck der zaristischen Regierung näher an Moskau heran. Von 1679 bis 1682 lebte er nach seiner Ernennung zum Wojewoden in Wjatka. Anschließend wurde Doroschenko mit der Herrschaft von Jaropolez (Bezirk Wolokolamsk, 135 km von Moskau entfernt) betraut, wo er 1698 verstarb.

## Bewertung
Bis heute ist Doroschenko eine umstrittene Figur in der ukrainischen Geschichte. Einige halten ihn für einen Nationalhelden, der eine unabhängige Ukraine wollte, während er für andere ein machtgieriger Kosaken-Hetman war, der einem muslimischen Sultan die christliche Ukraine als Gegenleistung für die erbliche Oberherrschaft über sein Heimatland anbot.